# Supercoppa di Polonia 2007 (pallacanestro)
La Supercoppa di Polonia 2007 è la 4ª Supercoppa di Polonia di pallacanestro maschile.
La partita è stata disputata il 10 ottobre 2007 presso l'Hala Mistrzów di Włocławek tra il Sopot, campione di Polonia 2006-07 e il Włocławek vincitore della Coppa di Polonia 2006.

## Finale
| Włocławek 10 ottobre 2007 | Włocławek  | 103 – 100 (d.t.s.) (16-26, 31-40, 62-67, 88-88) referto                                                       | Sopot | Hala Mistrzów |
| \| \| \| \| \| Henderson, Koszarek 24 \| Punti \| 35 Gurović \| \| 4 Okafor• 5 Vasylius• 6 Raczyński• 7 Białek• 9 Henderson• 11 Wołoszyn• 13 Dunn• 14 Grudziński• 15 Koszarek \| Formazioni \| 5 Roszyk• 6 Best• 7 Masiulis• 8 Dylewicz• 9 Wagner• 13 Slanina• 14 Wolkowyski• 15 Gurović• 22 Van Den Spiegel \| \| Aleš Pipan \| Allenatori \| Eugeniusz Kijewski \| |            | |       |               |
| |            | |       |               |
| Henderson, Koszarek 24 | Punti      | 35 Gurović |       |               |
| 4 Okafor• 5 Vasylius• 6 Raczyński• 7 Białek• 9 Henderson• 11 Wołoszyn• 13 Dunn• 14 Grudziński• 15 Koszarek | Formazioni | 5 Roszyk• 6 Best• 7 Masiulis• 8 Dylewicz• 9 Wagner• 13 Slanina• 14 Wolkowyski• 15 Gurović• 22 Van Den Spiegel |       |               |
| Aleš Pipan | Allenatori | Eugeniusz Kijewski                                                                                            |       |               |